# 大恰普尔尼基农村居民点
大恰普尔尼基农村居民点（俄语：Большечапурниковское сельское поселение）是俄罗斯联邦伏尔加格勒州斯韦特雷亚尔区所属的一个农村居民点。其下辖有2个居民点，行政中心为大恰普尔尼基。据2016年统计，该农村居民点的人口为3833人。